# Układ jezdny

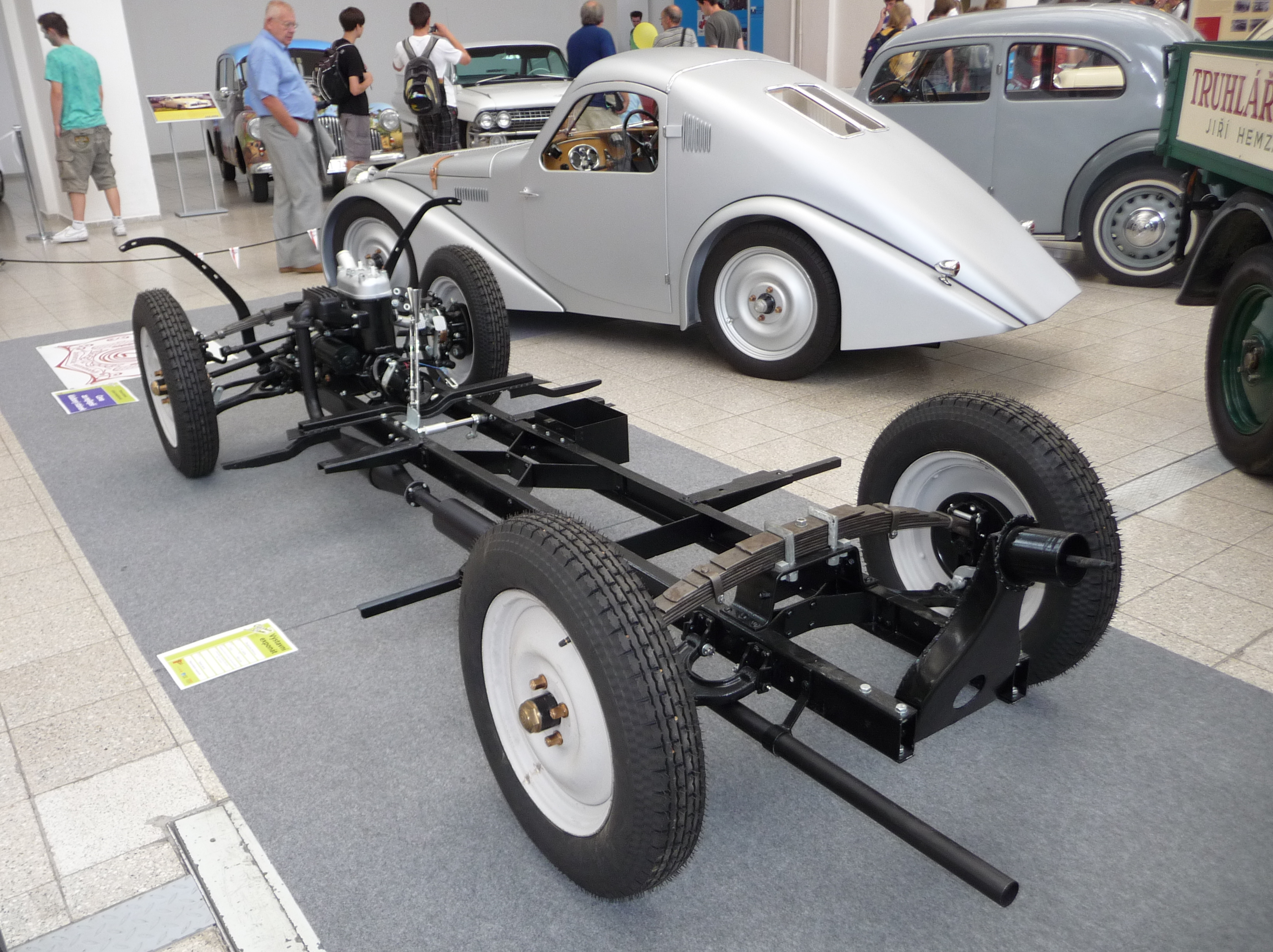
Układ jezdny

Układ jezdny – zespół elementów umożliwiających poruszanie się pojazdu po drodze. W jego skład wchodzą koła jezdne oraz ich zawieszenia wraz z osiami lub mostami napędowymi. Od komplikacji konstrukcji układu jezdnego w dużym stopniu zależy zachowanie się pojazdu na drodze. Jest on więc bardzo ważnym elementem bezpieczeństwa biernego.